# Sommeraften ved Skagen. Kunstnerens hustru med hund ved strandkanten
Sommeraften ved Skagen. Kunstnerens hustru med hund ved strandkanten er et maleri af P.S. Krøyer fra 1892, som er en af de mest almindeligt kendte af det kunstneriske samfund kendt som skagensmalerne. Arbejdet viser Marie Krøyer, kunstnerens hustru, stående på stranden i Skagen med deres hund Rap ved hendes side, mens måneskinnet afspejles i havet. Arbejdet er olie på lærred, og er 206 cm højt og 123 centimeter bredt.

## Beskrivelse
Marie Krøyer er vist i profil og hendes melankolske ansigt og lyse kjole gløder under lyset af den nedgående sol. Maleriet er et af de værker, hvor Krøyer forsøgte at fange lys og stemning på Skagens kyst i løbet af hvad han kaldte "l'heure bleue" (Den blå time), den korte periode i skumringen, når lyset kaster en blå farvetone langs landskabet. Månens refleksion tilføjer en lille følelse af dybde til den ellers flade baggrund, som består hovedsageligt af det monotone blå hav. Selvom Marie er afbildet som værende på en tilsvarende højde i forhold til beskueren, ligger horisonten over hendes hoved, så hendes udstråling understreges af en meget dæmpet, næsten monokrom baggrund udelukkende bestående af havet. Billedets behandling af lys viser indflydelsen, som den franske impressionistiske bevægelse havde på Krøyers malestil.  

## Udstilling
Maleriet blev udstillet i 1893 i Den Frie Udstilling. Anmeldelserne var meget blandet. Carl Hartmann skrev bland-andet i det konservative Nationaltidende at han fandt maleriet til at være smukt og erklærede, at det var "så fint at det ... kaster et forædlende lys på hele kollektionen ", mens Johannes Jørgensen i Politiken hævdede, at seeren hurtigt blev træt af billedet da Maries figur var "ude af stand til at vække noget humør", farven var til tider "udpræget ubehagelige", og hunden Rap var "en grim og ubehageligt dyr at se".
Efter udstillingen på Den Frie Udstilling in 1893, blev det udstillet på en udstilling i München i sommeren samme år, og blev derefter solgt til en tysk kunstelsker direkte fra udstillingen. Krøyer havde blandede følelser om salget, da han ville have foretrukket at have haft portrættet på et dansk museum, men var glad for, at hans maleri havde trukket så meget påskønnelse på den tyske udstilling, at han ikke kun havde haft begejstrede anmeldelser, men var i stand til at sælge det for 1000 kroner mere, end han ville have været i stand til at opnå i Danmark. I 1900 modtog han et brev fra den oprindelige tyske køber, en bankmand kaldet Steinbart, som informere ham om, at han gerne vil tilbyde det til salg; Krøyer talte med Heinrich Hirschsprung, som sørgede for at J.C. Jacobsen erhvervede det til Ny Carlsberg Glyptotek i begyndelsen af 1902, som lod billedet genudstille i diverse gallerier i Europa.
Franske kritikere som så billedet på Jeu de Paume i Paris i 1928 markerede at det viste den "sejrende indflydelse" af den franske skole og fransk impressionisme. I 1937 blev det givet til Skagens Museum.